# Toon Tellegen (schrijver)
Antonius Otto Hermannus (Toon) Tellegen (Brielle, 18 november 1941) is een Nederlandse schrijver, arts en dichter die vooral bekend is om zijn kinderboeken. Vooral zijn dierenverhalen rond de mier en de eekhoorn zijn erg geliefd en worden ook door volwassenen graag gelezen vanwege de amusante, bizarre situaties en filosofische diepgang. Voor zijn literaire werk ontving hij twee oeuvreprijzen; in 1997 de Theo Thijssen-prijs en in 2007 de Constantijn Huygens-prijs.

## Biografie
Toon Tellegen, telg uit het geslacht Tellegen, studeerde geneeskunde in Utrecht en na een verblijf van drie jaar in Kenia vestigde hij zich als huisarts in Amsterdam. Na enkele jaren gedichten voor volwassenen te hebben geschreven, begon hij verhalen voor zijn kinderen te schrijven. In 1984 verscheen zijn eerste kinderboek, Er ging geen dag voorbij: negenenveertig verhalen over de eekhoorn en de andere dieren. In de verhalen van Tellegen spelen dieren als de mier en de eekhoorn vaak de hoofdrol. De verhalen zijn vaak filosofisch van aard. Enkele boeken zijn met prijzen bekroond.
Tellegen schrijft met grote regelmaat gedichten. Voor het kunstwerk Straatpoëzie Tuindorp Oostzaan schreef hij het gedicht Als een pijl uit een onzekere boog, geïnspireerd door de sterrenbeelden.
Speciaal voor actrice Ria Eimers schreef Tellegen het toneelstuk Leven met een Onbekende - toneelstuk voor Ria Eimers en niemand anders. In januari 2008 ging dit toneelstuk in première in het O.T. Theater in Rotterdam.
In 2012 speelde Tellegen een gastrol als schrijver in de verfilming van z'n eigen boek Mijn Avonturen door V. Swchwrm.
In 2020 werd zijn boek Mijn vader door de jury van de Hans Christian Andersenprijs geplaatst op een lijst met aanbevelingen van door hen hooggewaardeerde boeken van een aantal genomineerden.
Op 4 oktober 2024 werd een hardstenen poëzietableau (1 meter bij 1,2 meter) in Leeuwarden (Tweebaksmarkt) onthuld met het gedicht AL WAS JE van  Tellegen. Het gedicht maakt onderdeel uit van Poëzieroute Leeuwarden en luidt als volgt: "Al was je een speld / in een van duizenden hooibergen- / als de zon opkwam vond ik je: je glinsterde / (en als ik je pakte prikte je)".

## Prijzen
- 1969 - ANV-Visser Neerlandia-prijs voor Als moeder ergens ziek van wordt
- 1988 - Gouden Griffel voor Toen niemand iets te doen had
- 1990 - Zilveren Griffel voor Langzaam, zo snel zij konden
- 1992 - Woutertje Pieterse Prijs voor Juffrouw Kachel
- 1993 - Jan Campert-prijs voor Een dansschool
- 1994 - Woutertje Pieterse Prijs voor Bijna iedereen kon omvallen
- 1994 - Gouden Griffel voor Bijna iedereen kon omvallen
- 1994 - Zilveren Griffel voor Jannes
- 1997 - Theo Thijssen-prijs voor zijn gehele oeuvre
- 1997 - Zilveren Griffel voor Teunis
- 1999 - Zilveren Griffel voor De verjaardag van alle anderen
- 2000 - Gouden Uil voor De Genezing van de Krekel
- 2007 - Constantijn Huygens-prijs voor zijn gehele oeuvre
- 2012 - Popescu Prize voor Raptors (de Engelse vertaling van Raafvogels)
- 2016 - Zilveren Griffel categorie vanaf zes jaar voor De tuin van de walvis
- 2019 - Tower of Babel Honour Diploma voor Kõik on olemas[2]

Marc Boutavant ontving in 2015 een Zilveren Palet voor de illustraties bij Is er dan niemand boos?

### Kinderboeken
- 1984 - Er ging geen dag voorbij. Negenenveertig verhalen over de eekhoorn en de andere dieren
- 1985 - "Ik ga op reis" zei de eekhoorn. Uitgave Amstelveen, Zondagsdrukkers; op 45 exx.
- 1987 - Toen niemand iets te doen had, met illustraties van Mance Post
- 1989 -  Langzaam, zo snel als zij konden, met illustraties van Mance Post
- 1990 - Het feest op de maan
- 1991 - Misschien waren zij nergens
- 1991 - Juffrouw Kachel, met illustraties van Harrie Geelen
- 1993 - Bijna iedereen kon omvallen
- 1993 - Jannes
- 1994 - Mijn vader
- 1995 - De verjaardag van de eekhoorn
- 1995 - Misschien wisten zij alles. 214 verhalen over de eekhoorn en de andere dieren (incl. cd waarop Tellegen enkele verhalen voorleest)
- 1996 - Brieven aan niemand anders
- 1996 - De ontdekking van de honing
- 1996 - De verschrompeling van de olifant
- 1996 - Teunis
- 1997 - Dokter Deter, met illustraties van Gerda Dendooven)
- 1998 - Mijn avonturen door V. Swchwrm (in eerste druk uitgegeven als kinderboekenweekgeschenk)
- 1998 - De verjaardag van alle anderen
- 1999 - De genezing van de krekel
- 2000 - Ze sliepen nog
- 2001 - Taartenboek
- 2002 - Is er dan niemand boos?
- 2004 - Plotseling ging de olifant aan
- 2005 - Midden in de nacht
- 2005 - Pikkuhenki
- 2006 - De eenzaamheid van de egel
- 2007 - Post voor iedereen, met illustraties van Mance Post
- 2007 - Dierenverhalen van Toon Tellegen & het wisselend toonkwintet (luister-cd)
- 2007 - Ik zal je nooit vergeten
- 2007 - De almacht van de boktor
- 2008 - Morgen was het feest, met illustraties van Ingrid Godon
- 2009 - Het vertrek van de mier
- 2009 - Iedereen was er
- 2009 - Maar niet uit het hart. Dierenverhalen over afscheid.
- 2009 - Met hart en ziel. Dierenverhalen voor elk feest.
- 2009 - Een hart onder de riem. Dierenverhalen vol troost.
- 2009 - Na aan het hart. Dierenverhalen vol vriendschap.
- 2009 - Beterschap. Dierenverhalen over ziekte en gezondheid.
- 2009 - Welterusten. Dierenverhalen over slaap en sluimer.
- 2009 - Goede reis. Dierenverhalen over vertrek en aankomst.
- 2009 - Houd moed. Dierenverhalen over verdriet en eenzaamheid.
- 2010 - Het wezen van de olifant
- 2010 - Mano de brandweerjongen, met illustraties van Arjan Boeve, (serie Gouden Boekjes)
- 2010 - Waar is Mo?, met illustraties van Jan Jutte, (serie Gouden Boekjes)
- 2010 - Als Feda slaapt, met illustraties van Gerda Dendooven, (serie Gouden Boekjes)
- 2010 - Welterusten. Dierenverhalen over slaap en sluimer.
- 2010 - Wat dansen we heerlijk
- 2011 - Het geluk van de sprinkhaan
- 2012 - Dank je wel. Dierenverhalen om iemand te bedanken.
- 2013 - Het lot van de kikker
- 2014 - Het verlangen van de egel
- 2015 - De tuin van de walvis
- 2015 - Heden niet jarig
- 2017 - Wij alleen
- 2018 - Scherven brengen geluk. Dierenverhalen over vriendschap.
- 2019 - De genezing van de krekel, met illustraties van Gwen Stok, (beeldroman)
- 2020 - Ze wisten er meer van. Veel meer verhalen over de eekhoorn en de andere dieren
- 2021 - De hele tijd, met illustraties van Geerten Ten Bosch
- 2021 - De egel, dat ben ik, in samenwerking met Annemarie van Haeringen
- 2022 - Het verlangen van de Egel, in samenwerking met Annemarie van Haeringen
- 2022 - De liefste wens

### Proza
- 1989 - Langzaam, zo snel als zij konden
- 1994 - Twee oude vrouwtjes (illustraties André Sollie)
- 1998 - Dora. Een liefdesgeschiedenis.
- 2000 - De trein naar Pavlovsk en Oostvoorne
- 2000 - Enkele onwaarschijnlijke aantekeningen van Dante Alighieri bij het schrijven van zijn goddelijke komedie
- 2002 - Brieven aan Doornroosje
- 2008 - Een nieuwe tijd – Grafisch Nederland 2008 met medewerking van Ontwerpbureau Lava, Elspeth Diederix, Paul Faassen, Harmen Liemburg, René Knip, Vittorio Roerade, Rauser, Hans Muller, Typophonics. Grafiek. De novelle in dit boek is van Tellegen.
- 2014 - Ze dachten allemaal - verhalen over de krekel en de andere dieren
- 2015 - Een vorig leven.
- 2018 - De seringenboom - Herinneringen aan mijn broer
- 2023 - Waar gaan we eigenlijk heen, in samenwerking met Thé Tjong-Khing
- 2024 - Een nieuw begin
- 2025 - Wat een geluk!
- 2025 - De trots van de giraf

### Poëzie
- 1980 - De zin van een liguster
- 1981 - De aanzet tot een web
- 1982 - Beroemde scherven
- 1984 - De andere ridders
- 1985 - Ik en ik
- 1987 - Mijn winter
- 1989 - In N. en andere gedichten
- 1991 - Een langzame val
- 1992 - Een dansschool
- 1994 - Tijger onder de slakken
- 1998 - Gewone gedichten
- 1996 - Als we vlammen waren
- 1997 - Over liefde en over niets anders
- 1999 - Er ligt een appel op een schaal. Bloemlezing
- 2000 - Gedichten 1977-1999. Bundeling verzamelde gedichten
- 2000 - Kruis en munt
- 2001 - De een en de ander
- 2001 - Een man en een engel. Uitg. Landgraaf, Herik; oplage 399 exx.
- 2002 - Alleen liefde
- 2002 - Wie A zegt. Gedichten
- 2004 - Minuscule oorlogen (niet met het blote oog zichtbaar)
- 2004 - Daar zijn woorden voor. Bloemlezing. Uitgave in Rainbow pockets
- 2005 - ...m n o p q... Gedichten
- 2006 - Raafvogels
- 2008 - Hemels en vergeefs
- 2009- Soms...een enkele keer
- 2009 - Stof dat als een meisje
- 2011 - Schrijver en lezer
- 2012 - De optocht
- 2014 - De werkelijkheid
- 2016 - Wonderbaarlijk buigt zich over water
- 2018 - Glas tussen ons
- 2019 - Een van ons zal omkijken – Zijn mooiste gedichten
- 2019 - Ik en mijzelf. Met illustraties van Ingrid Godon
- 2021 - Tot de winter er op volgt
- 2023 - Langs een helling
- 2023 - Voor elkaar

### Toneel en film
- 1966 - Jimmy Walker
- 1980 - Wespen
- 1989 - Het vonnis (scenario voor korte speelfilm van Hillie Molenaar en Joop van Wijk met Jozef van den Berg in de hoofdrol)
- 2007 - Leven met een onbekende
- 2009 - Twee oude vrouwtjes
- 2015 - Een vorig leven

## Bestseller 60
| Boeken met noteringen in de Nederlandse Bestseller 60 | Jaar van verschijnen | Datum van binnenkomst | Hoogste positie | Aantal weken | Opmerkingen                                 |
| ----------------------------------------------------- | -------------------- | --------------------- | --------------- | ------------ | ------------------------------------------- |
| Is er dan niemand boos?                               | 2014                 | 14-10-2015            | 28              | 1            |                                             |
| Wij alleen                                            | 2017                 | 22-02-2017            | 53              | 1            |                                             |
| Het liefst van al                                     | 2019                 | 21-08-2019            | 38              | 8            |                                             |
| Dank je wel                                           | 2012                 | 30-06-2021            | 19              | 6            |                                             |
| De egel, dat ben ik                                   | 2021                 | 24-11-2021            | 11              | 22           | in samenwerking met Annemarie van Haeringen |
| De liefste wens                                       | 2022                 | 01-06-2022            | 55              | 2            |                                             |
| Het komt goed                                         | 2022                 | 17-08-2022            | 6               | 37           |                                             |
| Voor elkaar                                           | 2023                 | 19-07-2023            | 28              | 8            |                                             |
| Waar gaan we eigenlijk heen                           | 2023                 | 15-11-2023            | 23              | 8            | in samenwerking met Thé Tjong-Khing         |
| Een nieuw begin                                       | 2024                 | 31-07-2024            | 17              | 11           |                                             |
| Wat een geluk!                                        | 2025                 | 23-04-2025            | 22              | 8            |                                             |
| De trots van de giraf                                 | 2025                 | 13-08-2025            | 56              | 2*           |                                             |

## Bewerking
- 2008 - De korte film De laatste dag, geregisseerd door Saskia Diesing, is gebaseerd op een verhaal van Tellegen.
- 2011 -  De opera The Cricket Recovers van Richard Ayers ging in juni in premiere. Het libretto van Rozalie Hirs is gebaseerd op de bekroonde roman De genezing van de krekel (1999) van Tellegen. Het Asko-Schönberg-ensemble voerde deze opera uit met VocaalLAB Nederland in het kader van het Holland Festival.
- 2018 - De Genezing van de Krekel, geregisseerd door Tom de Bleye en Jan Sobrie voor de Rederijkerskamer De Loofblomme uit Sint-Denijs-Westrem. De voorstelling werd hernomen voor het landjuweel waar ze laureaat werden.[5]